# Magyarországi Szcientológia Egyház
A Magyarországi Szcientológia Egyházat 1991 nyarán alapították a Nemzetközi Szcientológia Egyház, a Church of Scientology International részeként. Tana a szcientológia alkalmazott vallási filozófia, tanításainak alapja L. Ron Hubbard vallásalapító, sci-fi regényíró, filozófiai témájú műveire épülnek, melyek főként az emberi szellemről és elméről szólnak.
Az egyházat kritikusai egyszerű üzleti szervezetnek tartják, amely főként a hívek kizsákmányolásából tartja fent magát. A szervezet Magyarországon a 2011-ben elfogadott egyházi törvény értelmében nem maradhatott egyház, azóta vallási egyesületként működik.

## Története

### Előzmények
L. Ron Hubbard a szervezet tevékenységének alapjául szolgáló filozófiát alkotta meg, a nemzetközi szervezetet pedig a korai szcientológusok alapították, mivel úgy gondolták, hogy tevékenysége megfelel egy egyházénak.

### Magyarországi története
Az első szcientológus csoport 1989-ben alakult meg Magyarországon Dianetika Egyesület néven. Hubbard Dianetika című könyvét 1990-ben adták ki először magyar nyelven. A szcientológia egyházként 1991 óta van bejegyezve. 1993-ban a Magyarországi Szcientológia Egyházat a magyar Országgyűlés destruktív szektának minősítette, s megvonta tőle az állami támogatást. Az Országgyűlés ezt a kategóriát 1995-ben megszüntette.
Az egyháznak az országban egy fő egyházközössége (Szcientológia Egyház Budapest) van, 15 missziója működik, melyek a fővárosinak vannak alárendelve.
A Nemzetbiztonsági Hivatal 2006. évi évkönyve társadalomra veszélyes „vallási” mozgalmakról tesz említést, melyek

„Látszólag politikai ambícióktól mentes szervezetként mutatkoznak meg, amelyek elfogadják a fennálló jog- és alkotmányos rendszert, kerülik a konfrontációt, jogsértő tevékenységeiket jól leplezik. Folyamatosan keresik a kapcsolatfelvétel lehetőségét gazdasági társaságokkal, alapítványokkal, civil szervezetekkel, az állami tenderek rendszeres pályázói.[…]Szolgáltatásai alapvetően nem karitatív jellegűek, sőt, az általuk kínált különféle tanfolyamok, szolgáltatások rendkívül költségesek. A bevételeket a hívők "önkéntes adományaiként" jelenítik meg.”

– NBH Évkönyv, 2006

Az itt leírtakat a média egyértelműen a Szcientológia Egyházzal azonosítja.
Egyes források szerint a pszichiátriaellenes társaság érte el az OPNI bezáratását s erről saját lapjukban büszkén nyilatkoznak is.

## Etimológia
A szcientológia szó a latin scio – tudás és a görög logosz – valaminek a tanulmányozása szavak összetétele, azaz a tudás tanulmányozása.

## A szcientológia vallás
A szcientológia hívőinek véleménye szerint vallásuk nem dogmatikus vallás, nincs kinyilatkoztatott Istenképe, inkább a buddhizmushoz hasonlatos, világképe számos ponton különbözik zsidó-keresztény vallásfelfogástól.
A vallás tanítása szerint az ember halhatatlan szellemi létező, akinek tapasztalatai messze túlmutatnak az egyetlen életen. Az ember alapvetően jó és jóra hajlamos, szellemi megváltása saját magán és társain múlik, valamint azon, hogy testvéri viszonyba kerül-e az univerzummal.
A szcientológia tanai szerint céljuk a szellemi felvilágosodás és szabadság az egyén számára.
Ehhez egy jól meghatározott utat kínálnak, melyen haladva egyre magasabb szellemi tudatosság érhető el.
A szcientológia az ember valódi szellemi természetének és önmagához, családjához, csoportokhoz, emberiséghez, minden életformához, a fizikai univerzumhoz, a szellemi univerzumhoz és a Legfelsőbb Lényhez vagy végtelenhez való viszonyának teljes és biztos megértéséhez kínál pontos útvonalat.

## A Szcientológia Egyházzal kapcsolatban álló szervezetek
Az egyház számos szervezettel, vállalkozással áll kapcsolatban. Ezen szervezetek célja többek között az érdekvédelem, a tagtoborzás és az egyház társadalmi elfogadottságának javítása.

### A WISE
A Szcientológus Vállalkozások Nemzetközi Intézete (World Institute of Scientology Enterprises, WISE) egy szcientológus üzletembereket, vállalkozásokat tömörítő szervezet, mely Magyarországon is működik.
A WISE-t az egyház kritikusai kirakatszervezetként (frontgroup) azonosítják, mely az egyház tagtoborzását, s a szcientológus technikák elterjesztését hivatott szolgálni.

### További szervezetek
A szervezet tagjai vagy együttműködő szervezetei az alábbiak: Az Út a Boldogsághoz Magyarország, Állampolgári Bizottság az Emberi Jogokért, Narconon, Együtt egy drogmentes Magyarországért Mozgalom, Magyar Prevenciós Alapítvány, Héliosz Alapítvány, Criminon, ABLE

### A szervezet leírásai
- Szcientológia Egyház Budapest - Információs oldal
- Szcientológia Egyház Budapest
- L. Ron Hubbard Archiválva 2005. május 25-i dátummal a Wayback Machine-ben
- Hogyan került vallásellenes szélsőségesek célkeresztjébe más vallások után a Szcientológia vallás
- Interjú Archiválva 2011. április 27-i dátummal a Wayback Machine-ben Weith Katalinnal, a magyarországi szcientológia egyház elnökével, Heti Válasz, 2001. április 23.)

### Kritika
- www.antiszcientologia.hu
- xenu -röpirat
- Szcientológiai Tudást Tanulmányozó Kör
- Jászberényi Sándor: Önnek kötelezően áll jogában belépni – Hogyan gyűjt bizalmas személyes információkat a Szcientológia Egyház?, Népszabadság, 2005. július 2.
- Jászberényi Sándor: Rejtélyes öngyilkosságok és a Szcientológia Egyház – A mellékhatásokról kérdezze etikai tisztjét, Népszabadság, 2005. augusztus 23.
- hun.vallas.szcientologia hírcsoport (Szcientológia pro és kontra)
- Magánbeszélgetés Juszt Lászlóval a szcientológiáról (videó)
- A szcientológusok már a spájzban vannak, Jókuthy Zoltán interjúja Veér Andrással, Demokrata 2000. május 19.
- Szcientológia: objektíven és szubjektíven, sok magyar vonatkozású hírrel
- TASZ: A szcientológusok beszivárognak az iskolákba, index.hu
- 30 helyszínen csaptak le a rendőrök a magyar szcientológusokra, index.hu
- Szőnyi Szilárd: Agyhatalom, Heti Válasz, 7. évfolyam 32. szám, 2007. augusztus 9. – a 100 legbefolyásosabb szcientológus listája

### Az egyház véleménye a kritikákról
- Kik és miért támadják a Szcientológiát? Archiválva 2006. február 3-i dátummal a Wayback Machine-ben